# Анкаралъ Тургут
Тургут Караташ (на турски: Turgut Karataş), по-известен като Анкаралъ Тургут (на турски: Ankaralı Turgut), е турски музикант от цигански произход. Той е един от най-старите и популярни певци от училището за турска етническа музика в Анкара.
Роден е през 1963 г. Започва кариерата си в началото на 1990-те години. С въздействието на популярната музикална култура върху Турция, повечето певци от района на Анкара се насочват към нов вид новаторска музика, която влага в музиката сексуалността и черния хумор, включени в ежедневието.